# Progressione del record mondiale dei 100 m farfalla
Il primo record mondiale dei 100 m delfino in vasca lunga (50 metri) è stato riconosciuto ufficialmente dalla FINA nel 1957, sia per gli uomini che per le donne. In vasca corta (25 metri) i record del mondo sono invece omologati dal 3 marzo 1991.

## Uomini

### Vasca lunga
| #                 | Tempo  | +  | Atleta           | Nazionalità    | Data              | Evento              | Luogo                         | Ref   |
| ----------------- | ------ | -- | ---------------- | -------------- | ----------------- | ------------------- | ----------------------------- | ----- |
| 1                 | 1'04"3 |    | György Tumpek    | Ungheria       | 31 maggio 1953    |                     | Budapest, Ungheria            |       |
| 2                 | 1'03"7 |    | György Tumpek    | Ungheria       | 8 maggio 1954     |                     | Budapest, Ungheria            |       |
| 3                 | 1'02"3 |    | György Tumpek    | Ungheria       | 1º agosto 1954    |                     | Budapest, Ungheria            |       |
| 4                 | 1'02"1 |    | György Tumpek    | Ungheria       | 20 novembre 1954  |                     | Székesfehérvár, Ungheria      |       |
| 5                 | 1'02"0 |    | György Tumpek    | Ungheria       | 21 dicembre 1954  |                     | Budapest, Ungheria            |       |
| 6                 | 1'01"5 |    | Albert Wiggins   | Stati Uniti    | 2 aprile 1955     |                     | New Haven, Stati Uniti        |       |
| Nuovo regolamento |        |    |                  |                |                   |                     |                               |       |
| 7                 | 1'03"4 |    | György Tumpek    | Ungheria       | 26 maggio 1957    |                     | Budapest, Ungheria            |       |
| 8                 | 1'01"5 |    | Takashi Ishimoto | Giappone       | 16 giugno 1957    |                     | Kurume, Giappone              |       |
| 9                 | 1'01"3 |    | Takashi Ishimoto | Giappone       | 7 luglio 1957     |                     | Tokyo, Giappone               |       |
| 10                | 1'01"2 |    | Takashi Ishimoto | Giappone       | 6 settembre 1957  |                     | Kurume, Giappone              |       |
| 11                | 1'01"1 |    | Takashi Ishimoto | Giappone       | 29 giugno 1958    |                     | Los Angeles, Stati Uniti      |       |
| 12                | 1'01"0 |    | Takashi Ishimoto | Giappone       | 14 settembre 1958 |                     | Kōchi, Giappone               |       |
| 13                | 59"0   |    | Lance Larson     | Stati Uniti    | 26 giugno 1960    |                     | Los Angeles, Stati Uniti      |       |
| 14                | 58"7   |    | Lance Larson     | Stati Uniti    | 24 luglio 1960    |                     | Toledo, Stati Uniti           |       |
| 15                | 58"6   |    | Fred Schmidt     | Stati Uniti    | 20 agosto 1961    |                     | Los Angeles, Stati Uniti      |       |
| 16                | 58"4   |    | Luis Nicolao     | Argentina      | 24 aprile 1962    |                     | Rio de Janeiro, Brasile       |       |
| 17                | 57"0   |    | Luis Nicolao     | Argentina      | 27 aprile 1962    |                     | Rio de Janeiro, Brasile       |       |
| 18                | 56"3   |    | Mark Spitz       | Stati Uniti    | 31 luglio 1967    |                     | Winnipeg, Canada              |       |
| 18 =              | 56"3   |    | Douglas Russel   | Stati Uniti    | 29 agosto 1967    |                     | Tokyo, Giappone               |       |
| 19                | 55"7   |    | Mark Spitz       | Stati Uniti    | 7 ottobre 1967    |                     | Berlino Ovest, Germania Ovest |       |
| 20                | 55"6   |    | Mark Spitz       | Stati Uniti    | 30 agosto 1968    |                     | Long Beach, Stati Uniti       |       |
| 21                | 55"0   |    | Mark Spitz       | Stati Uniti    | 25 agosto 1971    |                     | Houston, Stati Uniti          |       |
| 22                | 54"72  |    | Mark Spitz       | Stati Uniti    | 4 agosto 1972     |                     | Chicago, Stati Uniti          |       |
| 23                | 54"56  |    | Mark Spitz       | Stati Uniti    | 4 agosto 1972     |                     | Chicago, Stati Uniti          |       |
| 24                | 54"27  |    | Mark Spitz       | Stati Uniti    | 31 agosto 1972    | Giochi olimpici     | Monaco, Germania Ovest        |       |
| 25                | 54"18  |    | Joe Bottom       | Stati Uniti    | 27 agosto 1977    |                     | Berlino Est, Germania Est     |       |
| 26                | 54"15  |    | Pär Arvidsson    | Svezia         | 11 aprile 1980    |                     | Austin, Stati Uniti           |       |
| 27                | 53"81  |    | William Paulus   | Stati Uniti    | 3 aprile 1981     |                     | Austin, Stati Uniti           |       |
| 28                | 53"44  |    | Matthew Gribble  | Stati Uniti    | 6 agosto 1983     |                     | Clovis, Stati Uniti           |       |
| 29                | 53"38  |    | Pablo Morales    | Stati Uniti    | 26 giugno 1984    |                     | Indianapolis, Stati Uniti     |       |
| 30                | 53"08  |    | Michael Groß     | Germania Ovest | 30 luglio 1984    | Giochi olimpici     | Los Angeles, Stati Uniti      |       |
| 31                | 52"84  |    | Pablo Morales    | Stati Uniti    | 23 giugno 1986    |                     | Orlando, Stati Uniti          |       |
| 32                | 52"32  |    | Denis Pankratov  | Russia         | 23 agosto 1995    | Campionati europei  | Vienna, Austria               |       |
| 33                | 52"27  |    | Denis Pankratov  | Russia         | 24 luglio 1996    | Giochi olimpici     | Atlanta, Stati Uniti          |       |
| 34                | 52"15  |    | Michael Klim     | Australia      | 9 ottobre 1997    |                     | Brisbane, Australia           |       |
| 35                | 52"03  |    | Michael Klim     | Australia      | 10 dicembre 1999  |                     | Canberra, Australia           |       |
| 36                | 51"81  |    | Michael Klim     | Australia      | 12 dicembre 1999  |                     | Canberra, Australia           |       |
| 37                | 51"76  | sf | Andrij Serdinov  | Ucraina        | 25 luglio 2003    | Campionati mondiali | Barcellona, Spagna            |       |
| 38                | 51"47  | sf | Michael Phelps   | Stati Uniti    | 25 luglio 2003    | Campionati mondiali | Barcellona, Spagna            |       |
| 39                | 50"98  |    | Ian Crocker      | Stati Uniti    | 26 luglio 2003    | Campionati mondiali | Barcellona, Spagna            |       |
| 40                | 50"76  |    | Ian Crocker      | Stati Uniti    | 13 luglio 2004    |                     | Long Beach, Stati Uniti       |       |
| 41                | 50"40  |    | Ian Crocker      | Stati Uniti    | 30 luglio 2005    | Campionati mondiali | Montréal, Canada              |       |
| 42                | 50"22  |    | Michael Phelps   | Stati Uniti    | 9 luglio 2009     |                     | Indianapolis, Stati Uniti     |       |
| 43                | 50"01  | sf | Milorad Čavić    | Serbia         | 31 luglio 2009    | Campionati mondiali | Roma, Italia                  |       |
| 44                | 49"82  |    | Michael Phelps   | Stati Uniti    | 1º agosto 2009    | Campionati mondiali | Roma, Italia                  | [ 1 ] |
| 45                | 49"50  | sf | Caeleb Dressel   | Stati Uniti    | 26 luglio 2019    | Campionati mondiali | Gwangju, Corea del Sud        | [ 2 ] |
| 46                | 49"45  |    | Caeleb Dressel   | Stati Uniti    | 31 luglio 2021    | Giochi olimpici     | Tokyo, Giappone               |       |

Legenda: Ref - Referto della gara;
Record non ottenuti in finale: (b) - batteria; (sf) - semifinale; (s) - staffetta prima frazione.

### Vasca corta
| #  | Tempo | + | Atleta             | Nazionalità         | Data             | Evento                        | Luogo                    | Ref   |
| -- | ----- | - | ------------------ | ------------------- | ---------------- | ----------------------------- | ------------------------ | ----- |
| 1  | 51"93 |   | Denis Pankratov    | Russia              | 5 febbraio 1997  | Coppa del Mondo               | Imperia, Italia          |       |
| 2  | 51"78 |   | Denis Pankratov    | Russia              | 7 febbraio 1997  | Coppa del Mondo               | Parigi, Francia          |       |
| 3  | 51"16 |   | Michael Klim       | Australia           | 22 gennaio 1998  | Coppa del Mondo               | Sydney, Australia        |       |
| 4  | 51"07 |   | Michael Klim       | Australia           | 22 gennaio 1998  | Coppa del Mondo               | Sydney, Australia        |       |
| 5  | 51"02 |   | James Hickman      | Gran Bretagna       | 14 dicembre 1998 | Coppa del Mondo               | Sheffield, Regno Unito   |       |
| 6  | 50"99 |   | Michael Klim       | Australia           | 2 settembre 1999 |                               | Canberra, Australia      |       |
| 7  | 50"59 |   | Lars Frölander     | Svezia              | 16 marzo 2000    | Campionati mondiali           | Atene, Grecia            |       |
| 8  | 50"44 |   | Lars Frölander     | Svezia              | 17 marzo 2000    | Campionati mondiali           | Atene, Grecia            |       |
| 9  | 50"26 |   | Thomas Rupprath    | Germania            | 14 dicembre 2001 | Campionati europei            | Anversa, Belgio          |       |
| 10 | 50"10 |   | Thomas Rupprath    | Germania            | 27 gennaio 2002  | Coppa del Mondo               | Berlino, Germania        |       |
| 11 | 50"02 |   | Milorad Čavić      | Serbia e Montenegro | 12 dicembre 2003 | Campionati europei            | Dublino, Irlanda         |       |
| 12 | 49"77 |   | Ian Crocker        | Stati Uniti         | 26 marzo 2004    |                               | East Meadow, Stati Uniti |       |
| 13 | 49"07 |   | Ian Crocker        | Stati Uniti         | 26 marzo 2004    |                               | East Meadow, Stati Uniti |       |
| 14 | 48"99 |   | Evgenij Korotyškin | Russia              | 7 novembre 2009  | Coppa del Mondo               | Mosca, Russia            |       |
| 15 | 48"48 |   | Evgenij Korotyškin | Russia              | 15 novembre 2009 | Coppa del Mondo               | Berlino, Germania        |       |
| 16 | 48"08 |   | Chad le Clos       | Sudafrica           | 8 dicembre 2016  | Campionati mondiali           | Windsor, Canada          | [ 3 ] |
| 17 | 47"78 |   | Caeleb Dressel     | Stati Uniti         | 21 novembre 2020 | International Swimming League | Budapest, Ungheria       |       |
| 18 | 47"71 |   | Noè Ponti          | Svizzera            | 14 dicembre 2024 | Campionati mondiali           | Budapest, Ungheria       |       |

Legenda: Ref - Referto della gara;
Record non ottenuti in finale: (b) - batteria; (sf) - semifinale; (s) - staffetta prima frazione.

## Donne

### Vasca lunga
| #                 | Tempo   | +   | Atleta            | Nazionalità  | Data              | Evento                       | Luogo                        | Ref   |
| ----------------- | ------- | --- | ----------------- | ------------ | ----------------- | ---------------------------- | ---------------------------- | ----- |
| 1                 | 1'16"6  |     | Jutta Langenau    | Germania Est | 31 agosto 1954    | Campionati europei           | Torino, Italia               |       |
| 2                 | 1'14"0  |     | Shelley Mann      | Stati Uniti  |                   |                              | Richmond, Stati Uniti        |       |
| 3                 | 1'13"8  |     | Mary Kok          | Paesi Bassi  | 16 aprile 1955    |                              | Alkmaar, Paesi Bassi         |       |
| 4                 | 1'13"7  |     | Atie Voorbij      | Paesi Bassi  | 14 luglio 1955    |                              | Naarden, Paesi Bassi         |       |
| 5                 | 1'13"2  |     | Atie Voorbij      | Paesi Bassi  | 28 agosto 1955    |                              | Algeri, Algeria              |       |
| 6                 | 1'13"1  |     | Atie Voorbij      | Paesi Bassi  | 21 settembre 1955 |                              | Vlaardingen, Paesi Bassi     |       |
| 7                 | 1'11"9  |     | Atie Voorbij      | Paesi Bassi  | 5 febbraio 1956   |                              | Velsen, Paesi Bassi          |       |
| 8                 | 1'11"8  |     | Shelley Mann      | Stati Uniti  | 7 luglio 1956     |                              | Tyler, Stati Uniti           |       |
| 9                 | 1'10"5  |     | Atie Voorbij      | Paesi Bassi  | 12 novembre 1956  |                              | Hilversum, Paesi Bassi       |       |
| Nuovo regolamento |         |     |                   |              |                   |                              |                              |       |
| 10                | 1'10"5  |     | Atie Voorbij      | Paesi Bassi  | 4 agosto 1957     |                              | Rhenen, Paesi Bassi          |       |
| 11                | 1'09"6  |     | Nancy Ramey       | Stati Uniti  | 28 giugno 1958    |                              | Los Angeles, Stati Uniti     |       |
| 12                | 1'09"1  |     | Nancy Ramey       | Stati Uniti  | 2 settembre 1959  |                              | Chicago, Stati Uniti         |       |
| 13                | 1'08"9  |     | Jan Andrew        | Australia    | 2 aprile 1961     |                              | Tokyo, Giappone              |       |
| 14                | 1'08"8  |     | Mary Stewart      | Canada       | 12 agosto 1961    |                              | Filadelfia, Stati Uniti      |       |
| 15                | 1'08"2  |     | Susan Doerr       | Stati Uniti  | 12 agosto 1961    |                              | Filadelfia, Stati Uniti      |       |
| 16                | 1'07"3  | 55y | Mary Stewart      | Canada       | 28 luglio 1962    |                              | Vancouver, Canada            |       |
| 17                | 1'06"5  |     | Kathleen Ellis    | Stati Uniti  | 16 agosto 1963    |                              | High Point, Stati Uniti      |       |
| 18                | 1'06"1  |     | Ada Kok           | Paesi Bassi  | 1º settembre 1963 |                              | Soestduinen, Paesi Bassi     |       |
| 19                | 1'05"1  | 55y | Ada Kok           | Paesi Bassi  | 30 maggio 1964    |                              | Blackpool, Regno Unito       |       |
| 20                | 1'04"7  |     | Sharon Stouder    | Stati Uniti  | 16 ottobre 1964   | Giochi olimpici              | Tokyo, Giappone              |       |
| 21                | 1'04"5  |     | Ada Kok           | Paesi Bassi  | 14 agosto 1965    |                              | Budapest, Ungheria           |       |
| 22                | 1'04"1  |     | Alice Jones       | Stati Uniti  | 20 agosto 1970    |                              | Los Angeles, Stati Uniti     |       |
| 23                | 1'03"9  |     | Mayumi Aoki       | Giappone     | 21 luglio 1972    |                              | Tokyo, Giappone              |       |
| 24                | 1'03"80 | b   | Andrea Gyarmati   | Ungheria     | 31 agosto 1972    | Giochi olimpici              | Monaco, Germania Ovest       |       |
| 25                | 1'03"34 |     | Mayumi Aoki       | Giappone     | 1º settembre 1972 | Giochi olimpici              | Monaco, Germania Ovest       |       |
| 26                | 1'03"05 |     | Kornelia Ender    | Germania Est | 14 aprile 1973    |                              | Berlino Est, Germania Est    |       |
| 27                | 1'02"31 |     | Kornelia Ender    | Germania Est | 14 luglio 1973    |                              | Berlino Est, Germania Est    |       |
| 28                | 1'02"09 | b   | Rosemarie Kother  | Germania Est | 21 agosto 1974    | Campionati europei           | Vienna, Austria              |       |
| 29                | 1'01"99 |     | Rosemarie Kother  | Germania Est | 22 agosto 1974    | Campionati europei           | Vienna, Austria              |       |
| 30                | 1'01"88 |     | Rosemarie Kother  | Germania Est | 1º settembre 1974 |                              | Concord, Stati Uniti         |       |
| 31                | 1'01"33 |     | Kornelia Ender    | Germania Est | 9 giugno 1975     |                              | Wittenberg, Germania Est     |       |
| 32                | 1'01"24 |     | Kornelia Ender    | Germania Est | 24 luglio 1975    | Campionati mondiali          | Cali, Colombia               |       |
| 33                | 1'00"13 |     | Kornelia Ender    | Germania Est | 4 giugno 1976     |                              | Berlino Est, Germania Est    |       |
| 33 =              | 1'00"13 |     | Kornelia Ender    | Germania Est | 22 luglio 1976    | Giochi olimpici              | Montréal, Canada             |       |
| 34                | 59"78   |     | Christiane Knacke | Germania Est | 28 agosto 1977    |                              | Berlino Est, Germania Est    |       |
| 35                | 59"46   |     | Andrea Pollack    | Germania Est | 3 luglio 1978     |                              | Berlino Est, Germania Est    |       |
| 36                | 59"26   |     | Mary T. Meagher   | Stati Uniti  | 11 aprile 1980    |                              | Austin, Stati Uniti          |       |
| 37                | 57"93   |     | Mary T. Meagher   | Stati Uniti  | 16 agosto 1981    |                              | Brown Deer, Stati Uniti      |       |
| 38                | 57"88   |     | Jenny Thompson    | Stati Uniti  | 23 agosto 1999    |                              | Sydney, Australia            |       |
| 39                | 56"69   |     | Inge de Bruijn    | Paesi Bassi  | 27 maggio 2000    |                              | Sheffield, Regno Unito       |       |
| 40                | 56"64   |     | Inge de Bruijn    | Paesi Bassi  | 22 luglio 2000    |                              | Federal Way, Stati Uniti     |       |
| 41                | 56 "61  |     | Inge de Bruijn    | Paesi Bassi  | 17 settembre 2000 | Giochi olimpici              | Sydney, Australia            |       |
| 42                | 56"44   | sf  | Sarah Sjöström    | Svezia       | 26 luglio 2009    | Campionati mondiali          | Roma, Italia                 |       |
| 43                | 56"06   |     | Sarah Sjöström    | Svezia       | 27 luglio 2009    | Campionati mondiali          | Roma, Italia                 |       |
| 44                | 55"98   |     | Dana Vollmer      | Stati Uniti  | 29 luglio 2012    | Giochi olimpici              | Londra, Regno Unito          |       |
| 45                | 55"74   | sf  | Sarah Sjöström    | Svezia       | 2 agosto 2015     | Campionati mondiali          | Kazan', Russia               |       |
| 46                | 55"64   |     | Sarah Sjöström    | Svezia       | 3 agosto 2015     | Campionati mondiali          | Kazan', Russia               |       |
| 47                | 55"48   |     | Sarah Sjöström    | Svezia       | 7 agosto 2016     | Giochi olimpici              | Rio de Janeiro, Brasile      | [ 4 ] |
| 48                | 55"18   |     | Gretchen Walsh    | Stati Uniti  | 15 giugno 2024    | Trials olimpici statunitensi | Indianapolis, Stati Uniti    | [ 5 ] |
| 49                | 55"09   | b   | Gretchen Walsh    | Stati Uniti  | 3 maggio 2025     | Pro Swim Series              | Fort Lauderdale, Stati Uniti |       |
| 50                | 54"60   |     | Gretchen Walsh    | Stati Uniti  | 3 maggio 2025     | Pro Swim Series              | Fort Lauderdale, Stati Uniti |       |

Legenda: Ref - Referto della gara;
Record non ottenuti in finale: (b) - batteria; (sf) - semifinale; (s) - staffetta prima frazione.

### Vasca corta
| #  | Tempo | +  | Atleta            | Nazionalità | Data             | Evento                        | Luogo                        | Ref   |
| -- | ----- | -- | ----------------- | ----------- | ---------------- | ----------------------------- | ---------------------------- | ----- |
| 1  | 58"77 |    | Angela Kennedy    | Australia   | 18 febbraio 1995 | Coppa del Mondo               | Gelsenkirchen, Germania      |       |
| 2  | 58"73 |    | Amy Van Dyken     | Stati Uniti | 1995             |                               |                              |       |
| 3  | 58"68 |    | Liu Limin         | Cina        | 2 dicembre 1995  | Campionati mondiali           | Rio de Janeiro, Brasile      |       |
| 4  | 58"56 |    | Angela Kennedy    | Australia   | dicembre 1995    |                               |                              |       |
| 5  | 58"29 |    | Misty Hyman       | Stati Uniti | 1º dicembre 1996 |                               | Sainte-Foy, Canada           |       |
| 6  | 58"24 |    | Ayari Aoyama      | Giappone    | 28 marzo 1997    |                               | Tokyo, Giappone              |       |
| 7  | 57"79 |    | Jenny Thompson    | Stati Uniti | 19 aprile 1997   | Campionati mondiali           | Göteborg, Svezia             |       |
| 8  | 56"90 |    | Jenny Thompson    | Stati Uniti | 1º dicembre 1998 |                               | College Station, Stati Uniti |       |
| 9  | 56"80 |    | Jenny Thompson    | Stati Uniti | 12 febbraio 2000 |                               | Parigi, Francia              |       |
| 10 | 56"56 |    | Jenny Thompson    | Stati Uniti | 18 marzo 2000    | Campionati mondiali           | Atene, Grecia                |       |
| 11 | 56"55 |    | Martina Moravcová | Slovacchia  | 26 gennaio 2002  | Coppa del Mondo               | Berlino, Germania            |       |
| 12 | 56"34 |    | Natalie Coughlin  | Stati Uniti | 22 novembre 2002 | Coppa del Mondo               | East Meadow, Stati Uniti     | [ 6 ] |
| 13 | 55"95 |    | Lisbeth Lenton    | Australia   | 28 agosto 2006   |                               | Hobart, Australia            |       |
| 14 | 55"89 |    | Felicity Galvez   | Australia   | 13 aprile 2008   | Campionati mondiali           | Manchester, Regno Unito      |       |
| 15 | 55"74 |    | Lisbeth Trickett  | Australia   | 26 aprile 2008   |                               | Canberra, Australia          |       |
| 16 | 55"68 |    | Jessicah Schipper | Australia   | 12 agosto 2009   | Campionati australiani        | Hobart, Australia            |       |
| 17 | 55"46 |    | Felicity Galvez   | Australia   | 10 novembre 2009 | Coppa del Mondo               | Stoccolma, Svezia            |       |
| 18 | 55"05 |    | Diane Bui Duyet   | Francia     | 12 dicembre 2009 | Campionati europei            | Istanbul, Turchia            |       |
| 19 | 54"61 |    | Sarah Sjöström    | Svezia      | 7 dicembre 2014  | Campionati mondiali           | Doha, Qatar                  | [ 7 ] |
| 20 | 54"59 |    | Kelsi Dahlia      | Stati Uniti | 3 dicembre 2021  | International Swimming League | Eindhoven, Paesi Bassi       |       |
| 21 | 54"05 |    | Margaret MacNeil  | Canada      | 18 dicembre 2022 | Campionati mondiali           | Melbourne, Australia         |       |
| 21 | 53"54 | b  | Gretchen Walsh    | Stati Uniti | 13 dicembre 2024 | Campionati mondiali           | Budapest, Ungheria           |       |
| 22 | 52"87 | sf | Gretchen Walsh    | Stati Uniti | 13 dicembre 2024 | Campionati mondiali           | Budapest, Ungheria           |       |
| 23 | 52"71 |    | Gretchen Walsh    | Stati Uniti | 14 dicembre 2024 | Campionati mondiali           | Budapest, Ungheria           |       |

Legenda: Ref - Referto della gara;
Record non ottenuti in finale: (b) - batteria; (sf) - semifinale; (s) - staffetta prima frazione.